# Bibliothèque Bass
La bibliothèque Anne T. et Robert M. Bass, plus communément bibliothèque Bass, anciennement Cross Campus Library (bibliothèque du campus Cross), est un bâtiment de la bibliothèque de l'Université Yale qui contient des matériaux fréquemment utilisés en sciences humaines et sociales. Située sur le campus Cross de l'université Yale, elle a été achevée en 1971 dans un style minimaliste-fonctionnaliste conçu par Edward Larrabee Barnes (en). En 2007, Thomas Beeby (en) a mené une rénovation de la bibliothèque de plusieurs millions de dollars qui a largement reconfiguré et rénové son espace intérieur. En plus de sa collection de livres, la bibliothèque Bass contient de nombreux espaces de lecture et d'étude, un grand laboratoire informatique et un espace réservé aux livres.

## Historique
En 1967, une extension de la bibliothèque commémorative Sterling  a été proposée pour élargir l'espace de la bibliothèque pour les collections. Bien que proposé à l'origine pour accueillir la collection de l'Asie orientale de la bibliothèque et les souvenirs de Yale, les bibliothécaires ont plutôt décidé d'utiliser le nouvel espace pour améliorer l'accès aux matériaux et aux livres de réserve fréquemment utilisés,. Afin de ne pas nuire à la vue de la façade est de la bibliothèque Sterling, la nouvelle bibliothèque serait construite sous la pelouse du campus Cross, l'axe central du campus de Yale. Pour permettre suffisamment de lumière sous terre, l'architecte Edward Larrabee Barnes a proposé de réaliser seize puits de lumière dans la pelouse du campus. Lorsque le design a été rendu public en 1968, les étudiants et les professeurs de Yale, dont Vincent Scully (en), ont protesté que les puits de lumière réduiraient l'espace ouvert de la pelouse, et les étudiants ont bloqué physiquement les premières activités de construction,,. Barnes et l'université ont modifié le design original et ont plutôt configuré un arrangement d'éclairage avec quatre grands puits de lumière d'entrée aux coins du campus Cross. La nouvelle bibliothèque, ouverte en janvier 1971 au coût de 4 millions de dollars, comprenait alors 300 000 volumes et est restée ouverte 24 heures par jour,.
Bien que les préoccupations des manifestants aient été prises en compte lors de la refonte des installations, l'accueil réservé à la nouvelle bibliothèque fut généralement médiocre. L'emplacement souterrain a posé d'importants défis structurels et architecturaux à l'établissement: le toit couvert de gazon en plaques fuyait constamment et les puits de lumière laissaient passer peu de lumière naturelle. Les élèves ont décrit son esthétique fonctionnelle et son éclairage fluorescent comme "antiseptique",.
En 2004, Yale a annoncé une rénovation majeure de la bibliothèque. Le projet de 47,8 millions de dollars américains, d'une durée de deux ans et dirigé par Thomas Beeby (en), a été achevé en octobre 2007,. La bibliothèque a été rebaptisée Bass Library en l'honneur des donateurs principaux de la rénovation, Anne et Robert Bass.

## Bâtiment
La bibliothèque compte deux étages souterrains totalisant 60 000 pieds carrés (5 600 m2), accessibles depuis le campus Cross ou de la bibliothèque commémorative Sterling. La rénovation de 2007 par HBRA Architects, qui visait à harmoniser les intérieurs de la bibliothèque avec ceux des bâtiments néogothiques environnants, a réaménagé l'édifice avec des planchers de pierre, des meneaux d'acier, des étagères et des murs intérieurs en bois,. Kent Bloomer, professeur à la école d'architecture de Yale (en), a conçu un ornement pour les entrées du campus Cross, qui fait référence à des éléments gothiques de la bibliothèque commémorative Sterling,. La bibliothèque est remarquée sur le campus pour ses "bacs à Weenie", de petites cabines disponibles pour l'étude privée,.

## Collections
La bibliothèque compte environ 150 000 livres et en possédait 50 000 de plus avant sa rénovation,. En 2008, le conseil d'université de Yale a lancé une collection de film de DVD qui sera hébergée dans la bibliothèque Bass à l'intention des étudiants. La bibliothèque prête également du matériel de médias numériques aux membres affiliés de la bibliothèque, y compris les appareils photo reflex numériques, de l'équipement audio, du matériel d'éclairage de même que des lunettes Google,,. 